# آندریا سیسکو
آندریا سیسکو (انگلیسی: Andrea Cisco؛ زادهٔ ۸ اکتبر ۱۹۹۸) بازیکن فوتبال است.
از باشگاه‌هایی که در آن بازی کرده‌است می‌توان به باشگاه فوتبال پادوا اشاره کرد.